# Eleccions al Parlament Europeu de 2024 (Letònia)
Les Eleccions al Parlament Europeu de 2024 es van celebrar el 8 de juny de 2024 per escollir als 8 membres del Parlament Europeu.

## Sistema electoral
En comparació amb les últimes eleccions, Letònia tenia dret a un eurodiputat més assignat el 2023 després d'una avaluació preelectoral de la composició del Parlament basada en les xifres de població més recents. Els 9 membres són elegits mitjançant representació proporcional de llistes obertes en una única circumscripció nacional amb escons assignats mitjançant el mètode Sainte-Laguë i un llindar electoral del 5%.
Tant els ciutadans letons com els de la UE que resideixen al país tenen dret a votar a les eleccions europees a Letònia. Els ciutadans letons no necessiten registrar-se, mentre que altres ciutadans de la UE que resideixen a Letònia han de registrar-se a la Comissió Electoral Central. A més, els que tinguin dret a vot han de complir 18 anys com a molt tard el dia de les eleccions.

## Resultats
| Llista         | Llista                                   | Grup           | Vots      | %     | Escons | +/- |
| -------------- | ---------------------------------------- | -------------- | --------- | ----- | ------ | --- |
|                | Nova Unitat (JV)                         | PPE            | 130.563   | 25,09 | 2 / 9  | =   |
|                | Aliança Nacional (NA)                    | ECR            | 114.858   | 22,07 | 2 / 9  | =   |
|                | Desenvolupament de Letònia (LA)          | RE             | 48.696    | 9,36  | 1 / 9  | =   |
|                | Llista Unida (AS)                        | ECR            | 42.551    | 8,18  | 1 / 9  | Nou |
|                | Progressistes (PRO)                      | VerdsALE       | 38.752    | 7,45  | 1 / 9  | 1   |
|                | Partit Socialdemòcrata «Harmonia» (SDPS) | S&D            | 37.096    | 7,13  | 1 / 9  | 1   |
|                | Letònia Primer (LPV)                     | PfE            | 32.034    | 6,16  | 1 / 9  | Nou |
|                | Poder Sobirà (SV)                        | –              | 13.623    | 2,62  | 0 / 9  | Nou |
|                | Unió de Verds i Agricultors (ZZS)        | –              | 11.852    | 2,28  | 0 / 9  | =   |
|                | Aliança de Joves Letons (AJ)             | –              | 11,067    | 2.15  | 0 / 9  | Nou |
|                | Per l'Estabilitat! (ST!)                 | –              | 10,307    | 2.00  | 0 / 9  | Nou |
|                | Partit de Centre (CP)                    | –              | 8,925     | 1.73  | 0 / 9  | =   |
|                | Nou Partit Conservador (JKP)             | –              | 7,799     | 1.52  | 0 / 9  | =   |
|                | Gent. Terra. País.                       | –              | 3.017     | 0,59  | 0 / 9  | Nou |
|                | Força del Poder Popular                  | –              | 1.779     | 0,35  | 0 / 9  | =   |
|                | Moviment Per!                            | –              | 1.666     | 0,32  | 0 / 9  | =   |
| Total          | Total                                    | Total          | 514.585   | 100   | 9      | 1   |
| Vots no vàlids | Vots no vàlids                           | Vots no vàlids | 6.641     | 1,11  |        |     |
| Votants        | Votants                                  | Votants        | 521.226   | 33,82 |        |     |
| Electors       | Electors                                 | Electors       | 1.541.102 |       |        |     |

## Eurodiputats electes
- Valdis Dombrovskis (JV)
- Sandra Kalniete (JV)
- Roberts Zīle (NA)
- Rihards Kols (NA)
- Nils Ušakovs (S)
- Ivars Ijabs (LA)
- Reinis Pozņaks (AS)
- Mārtiņš Staķis (PRO)
- Vilis Krištopans (LPV)